# Filippo Iannone

Wappen von Filippo Iannone als Bischof von Sora-Aquino-Pontecorvo (2009–2012)

Filippo Iannone OCarm (* 13. Dezember 1957 in Neapel) ist ein italienischer Geistlicher, römisch-katholischer Erzbischof und erster Präfekt des Dikasteriums für die Gesetzestexte.

## Leben
Filippo Iannone trat der Ordensgemeinschaft der Karmeliten am 1. Oktober 1977 bei und legte die Profess am 15. Oktober 1980 ab. Durch den Weihbischof in Neapel, Antonio Ambrosanio, empfing er am 26. Juni 1982 die Priesterweihe. Nachdem er zunächst in verschiedenen Positionen für seinen Orden tätig gewesen war, wurde er 1990 Anwaltsvikar für das Diözesangericht in Neapel. Nach einer Tätigkeit als Bischofsvikar für den IV. Pastoralbereich von 1994 bis 1996 wurde Iannone Generalprovikar des Erzbistums Neapel, was er bis 2001 blieb.
Papst Johannes Paul II. ernannte ihn am 12. April 2001 zum Titularbischof von Nebbi und Weihbischof in Neapel. Der Erzbischof von Neapel Michele Kardinal Giordano spendete ihm am 26. Mai desselben Jahres die Bischofsweihe; Mitkonsekratoren waren Vincenzo Pelvi, Weihbischof in Neapel, und Agostino Vallini, Bischof von Albano.
Papst Benedikt XVI. ernannte ihn am 19. Juni 2009 zum Bischof von Sora-Aquino-Pontecorvo. Am 25. Januar 2010 wurde er zum Mitglied der Apostolischen Signatur ernannt. Der Papst ernannte ihn am 31. Januar 2012 zum Vicegerente für das Bistum Rom und verlieh ihm den persönlichen Titel eines Erzbischofs.
Am 11. November 2017 wurde er zum beigeordneten Sekretär des Päpstlichen Rates für die Gesetzestexte ernannt. Papst Franziskus ernannte ihn am 7. April 2018 zum Präsidenten dieses Rates. Mit Inkrafttreten der Apostolischen Konstitution Praedicate Evangelium am 5. Juni 2022 erhielt der Rat den Namen Dikasterium für die Gesetzestexte und der Präsident den Titel Präfekt. Am 13. Juli 2019 ernannte ihn Papst Franziskus für fünf Jahre zum Mitglied der Kongregation für den Klerus. Am 29. Juli desselben Jahres berief ihn der Papst zum Mitglied der Berufungskommission für schwerwiegende Strafsachen, deren Entscheidung der Glaubenskongregation vorbehalten ist. Am 5. Dezember 2020 ernannte ihn Papst Franziskus zum Mitglied der Kongregation für die Selig- und Heiligsprechungsprozesse und am 1. Juni 2022 zum Mitglied der Kongregation für den Gottesdienst und die Sakramentenordnung.